# كنيسة القديس بيير و القديس بول في ليل
كنيسة سانت بيير و سانت بول هي كنيسة كاثوليكية بنيت في  القرن التاسع العاشر في سوق وازيميس في ليل. اسفل الكنيسة يوجد سرداب فيه قاعة اسلحة.

## التاريخ

### الكنائس السابقة
وجد في الماضي كنيسة في نفس الموقع في سوق ويزاميس، يظهر أول ذكر لهما في ميثاق بودوان الخامس لعام 1066  كانث الكنيسة السابقة مكونة من ثلاثة صحون و قد جددت عديد المرات و قد كانت في الموضع الحالي لضريح فيليب دو جيرارد بيعت هذه الكنيسة في عام 1799 كملكية وطنية ثم دمرت في عام 1802.

### الكنيسة الحالية
لم يكن هذا كافيا بسبب الزيادة المطردة في عدد السكان ل بنيت الكنيسة بعد أن أدمح وازميس في ليل سنة 1858 على قطعة أرض منحها رئيس البلدية السابق فرانسوا كوليت مع المكان في عام 1853. تم تدمير سبعة منازل بين الكنائس القديمة والجديدة وفتح شارع جديد، شارع سان بيير وسان بول.
بنيت الكنيسة على يد المهندس المعماري الفرنسي بيير كالوان بين سنتي 1854 و 1857.
تم بث قداس يوم الأحد 3 جانفي 2020 ( الموافق لعيد الغطاس) على الهواء في برنامج يوم الرب.

### السرداب
بنيت الكنيسة فوق مصنع طوب سابق، تحتوي الكنيسة على سرداب استخدم لدفن الموتى، و هذا ما لم يحدث أبدا سابقا. و بسبب ذلك استخدم بشكل رئيسي لوضع مرجل الكنيسة وتخزين الوقود الخاص به حتى نهاية الثمانينيات عندما وصلت التدفئة المركزية. منذ عام 1990 يحتوي القبو على قاعة أسلحة تبلغ مساحتها 1200 متر مربع مقسمة الى 14 حلبة. تستضيف ثلاثة أندية مبارزة محلية : LUC escrime (المقيم الأول بها)، وأكاديمية Escrime Vauban Lille و نادي Les Gentils hommes de la Brette.

### الأضرار
تعرضت الكنيسة الحالية لأضرار جسيمة عدة مرات، خصوصا أثناء الحربين العالميتين. في سنة 1914، في أثناء حصار ليل، ضربات المدفعية الألمانية وصلت الى برج الجرس. في عام 1940 اخترقت احدى القنابل الألمانية السقف و كسرت النوافذ الزجاجية الملونة والأرغن وجزء كبير من الأثاث والديكور. و رغم عدم تواجد سقف ظلت الكنيسة مفتوحة للعبادة و لم يتم بناء سقف جديد إلا في أوائل الخمسينيات من القرن الماضي.
أخيرًا، في 3 ماي 2021، تعرضت الكنيسة لحريق ما سبب فيها أضرارا جزئية.

## الهندسة

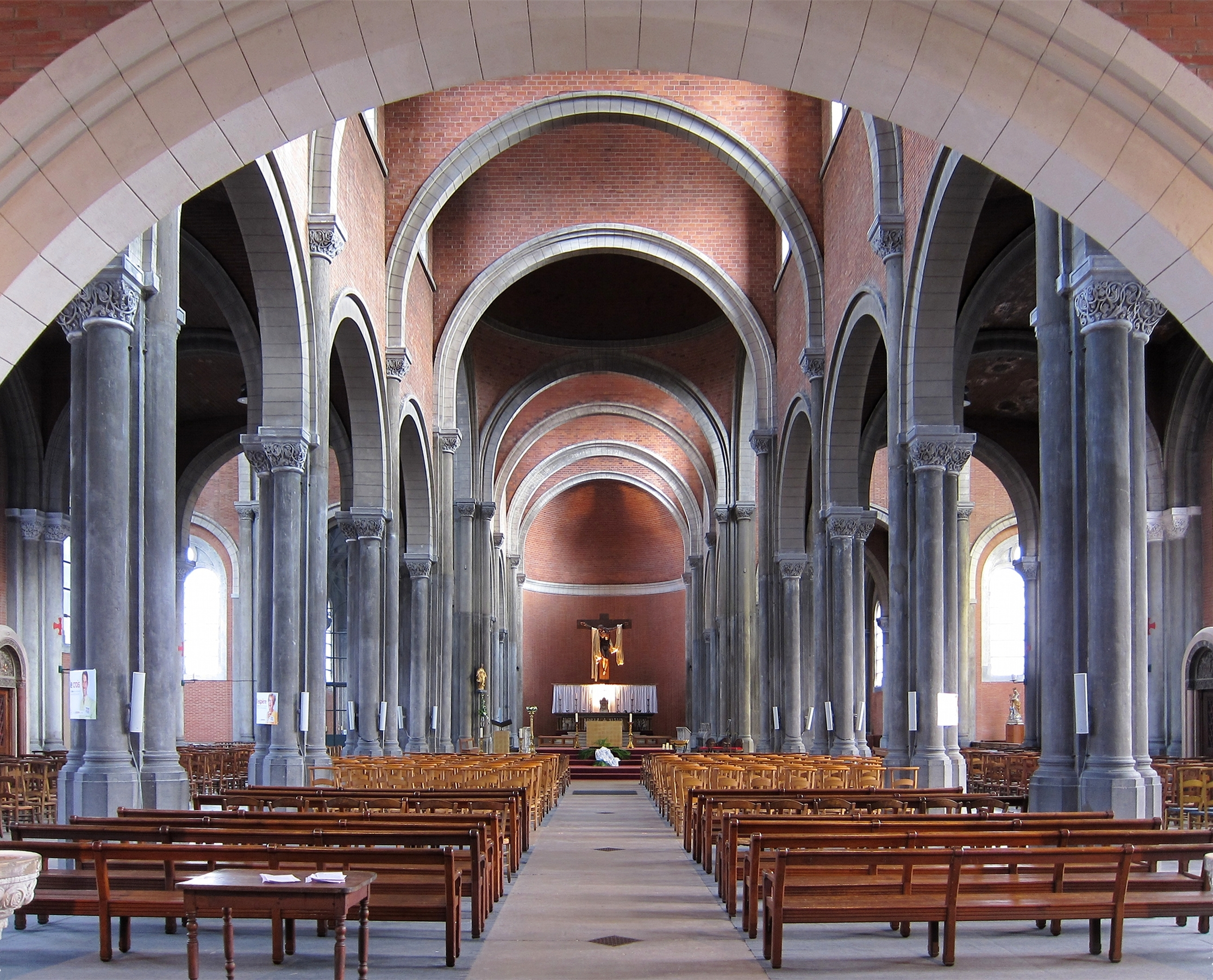
صحن الكنيسة

بنيت الكنيسة من الطوب الأحمر على الطراز الرومنسي الجديد، وهي تعتبر نموذجية بالنسبة للطراز الشمالي لأماكن العبادة الشعبية مثل كنيسة القديس مارتن من اسكيرم. أبعادها مهيبة للغاية، حيث يبلغ طولها 76 متر وعرضها 41 متر وارتفاعها مع احتساب القبو 20 متر (يحملها 14 عمودًا يبلغ وزن كل منها 15 كن ) وارتفاع برج الجرس 59م (مع احتساب البرج) و يبلغ طول الصليب 3 أمتار. يمثل قلب القوطرة الموجود فوق الباب الرئيسي رباعي الأشكال (“ أربعة أشكال » باليونانية)، الرابط بين أربعة حيوانات والإنجيليين الأربعة. تضم الكنيسة جرسين يعود تاريخهما إلى عام 1920، وقد أخذ الجيش الألماني الأجراس الأصلية في عام 1917 لإنقاذ المعدن.

## الأثاث

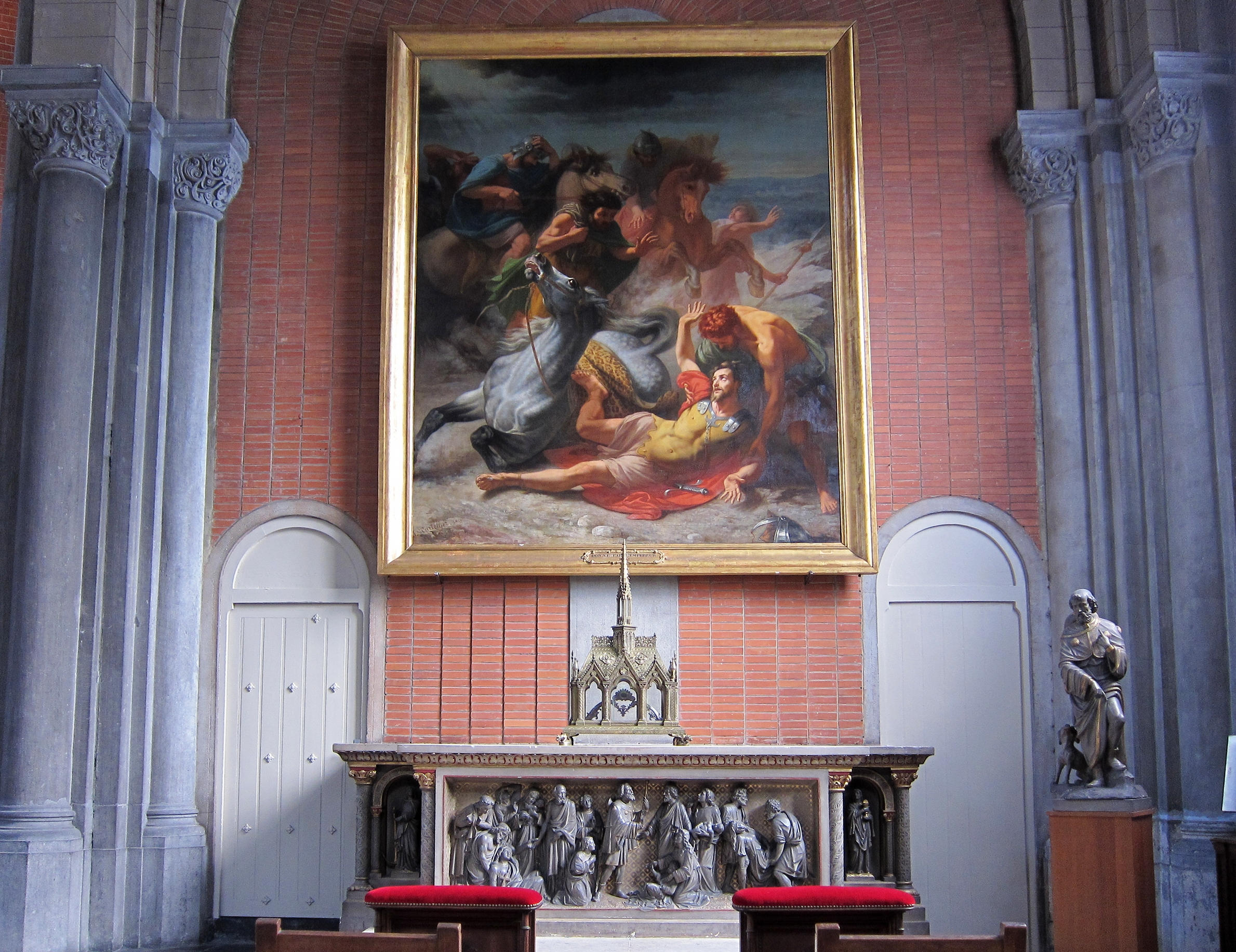
مذبح القديس بولس

جهزت الكنيسة بداية بمفروشات عديدة، لكن تم تدمير جزء كبير منها خلال الحرب العالمية الثانية. و لم يبق الا المذبح العالي القديم و قرابة عشرة أكشاك. تم أيضًا الحفاظ على تمثالين لقديسي الكنيسة، القديس بطرس والقديس بولس، اللذين تم وضعهما في الأصل في الجوقة على جانبي المذبح العالي. و الان يتم وضعهم تحت معرض الأرغن.
تم صنع أرغن الكنيسة الحالية على يد مولر و قد افتتح يوم 11 مارس 1959. وهي تشمل ثلاث لوحات مفاتيح، ولوحة دواسات، و42 نقطة توقف، و2552 أنبوبًا.
زين مذبح القديس بولس منذ عام 2010 بلوحة تحويل القديس بولس المرسومة بريشة جيروم كارتيلير. التي أهداها الإمبراطور نابليون الثالث للمذبح الرئيسي لمصلى قلعة ليل.